# George Armstrong (manufacturier)
Pour les articles homonymes, voir Armstrong et George Armstrong.
George Armstrong (né dans le comté d’Armagh (Irlande du Nord) en 1821 - décédé à Montréal le 22 septembre 1888) était un manufacturier et un homme d'affaires canadien qui œuvra toute sa vie à Montréal dans l'industrie du meuble.

## Source
- Dictionnaire biographique du Canada en ligne